# Hilvarenbeek (gemeente)

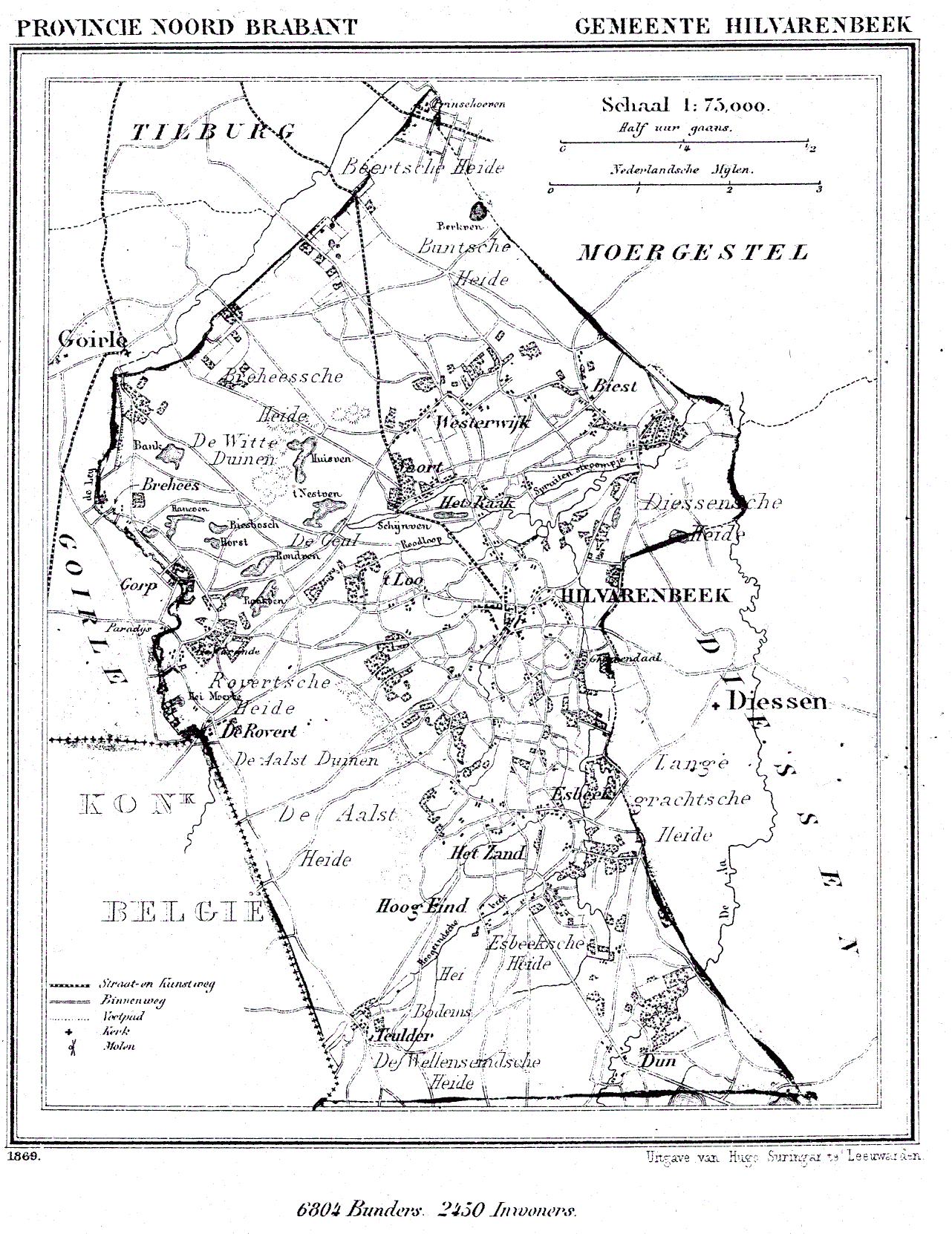
Hilvarenbeek in 1869

Hilvarenbeek (uitspraakⓘ) is een gemeente in de Nederlandse provincie Noord-Brabant, ten zuidoosten van Tilburg. De gemeente telt 15.961 inwoners (22 november 2024, bron: CBS) en heeft een oppervlakte van 97 km², waarvan 1,49 km² water. De hoofdplaats, Hilvarenbeek, ligt op een hoogte van 17 meter. Met Hilvarenbeek erbij bestaat deze gemeente uit zes kernen (Baarschot, Biest-Houtakker, Diessen, Esbeek, Haghorst en Hilvarenbeek).

## Geschiedenis
De gemeente met de huidige naam bestaat sinds 14 mei 1810 (dus in de napoleontische tijd) en omvatte vanouds ook de kernen Esbeek en Biest-Houtakker. Voor de Franse tijd bestond het dorp Hilvarenbeek uit de herdgangen (later buurtschappen geheten) Vrijthof met de gehuchten Beerten, Hoog en Laag Spul en Veldhoven, Esbeek met de gehuchten Dun en Tulder, de Voort, Westerwijk, Biest en Loo en Heikant. De gemeente had toen 2025 inwoners.
Voor 1810 was Hilvarenbeek een heerlijkheid met een andere bestuursvorm. Sinds de veertiende eeuw werd het bestuurd door zowel de hertog van Brabant als de prins-bisschop van Luik, die beiden als "half-heren" optraden. In 1648 gingen de rechten van de hertog van Brabant over naar de Staten-Generaal; de rechten van de bisschop van Luik gingen over op diverse adellijke geslachten. In 1795 werden de rechten van de heren van Hilvarenbeek ingekort om in 1798 geheel te verdwijnen. De Staten-Generaal verdwenen als halfheer, maar hun aandeel in het heerlijk jachtrecht hadden zij reeds in 1790 verkocht aan de bewoner van het huis Groenendael, Peter Bouwens. In 1814 werden de heerlijke rechten in beginsel hersteld, maar in 1848 verdwenen zij voorgoed, op het jacht- en visrecht na.
Sinds 1 januari 1997 is de oorspronkelijke gemeente gefuseerd met de gemeente Diessen. De hoofdplaats van de nieuw gevormde fusiegemeente Hilvarenbeek bleef Hilvarenbeek.
Hier werd in 1991 als eerste gemeente in Nederland de eikenprocessierups aangetroffen.

## Overige kernen
Baarschot, Biest-Houtakker, Diessen, Esbeek, Haghorst.

## Foto's

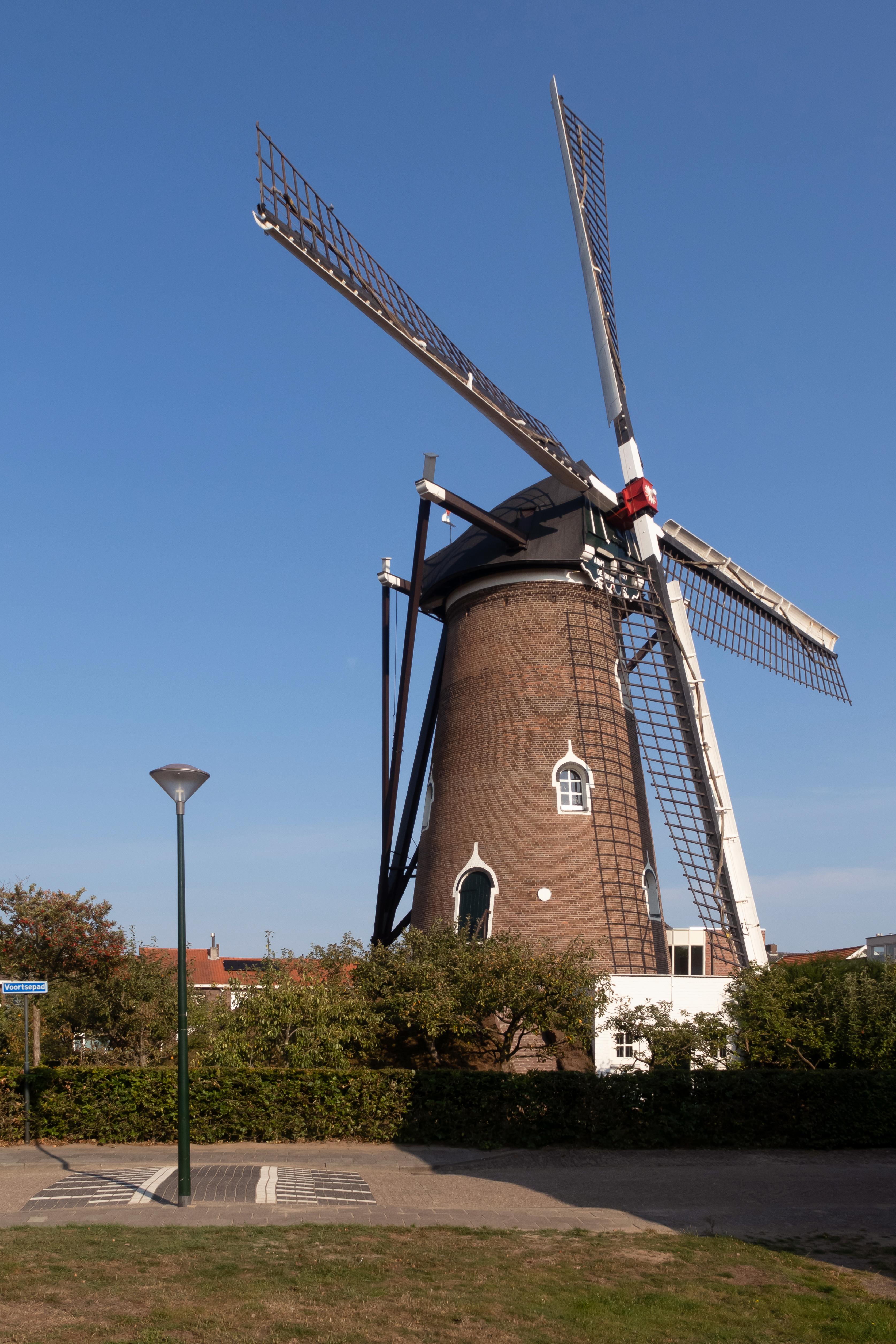
Hilvarenbeek, windmolen De Doornboom
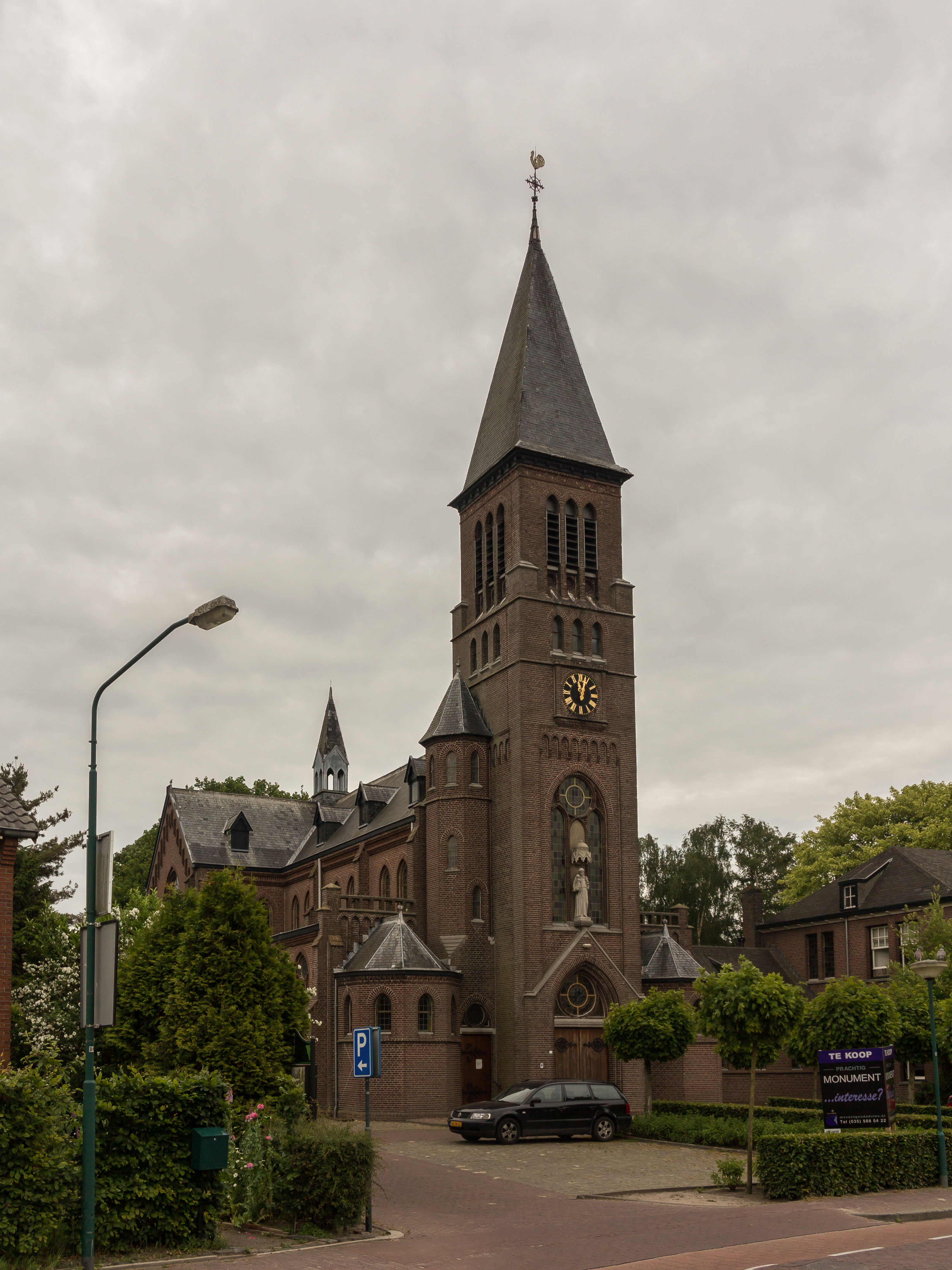
Biest-Houtakker, de Sint-Antonius van Paduakerk
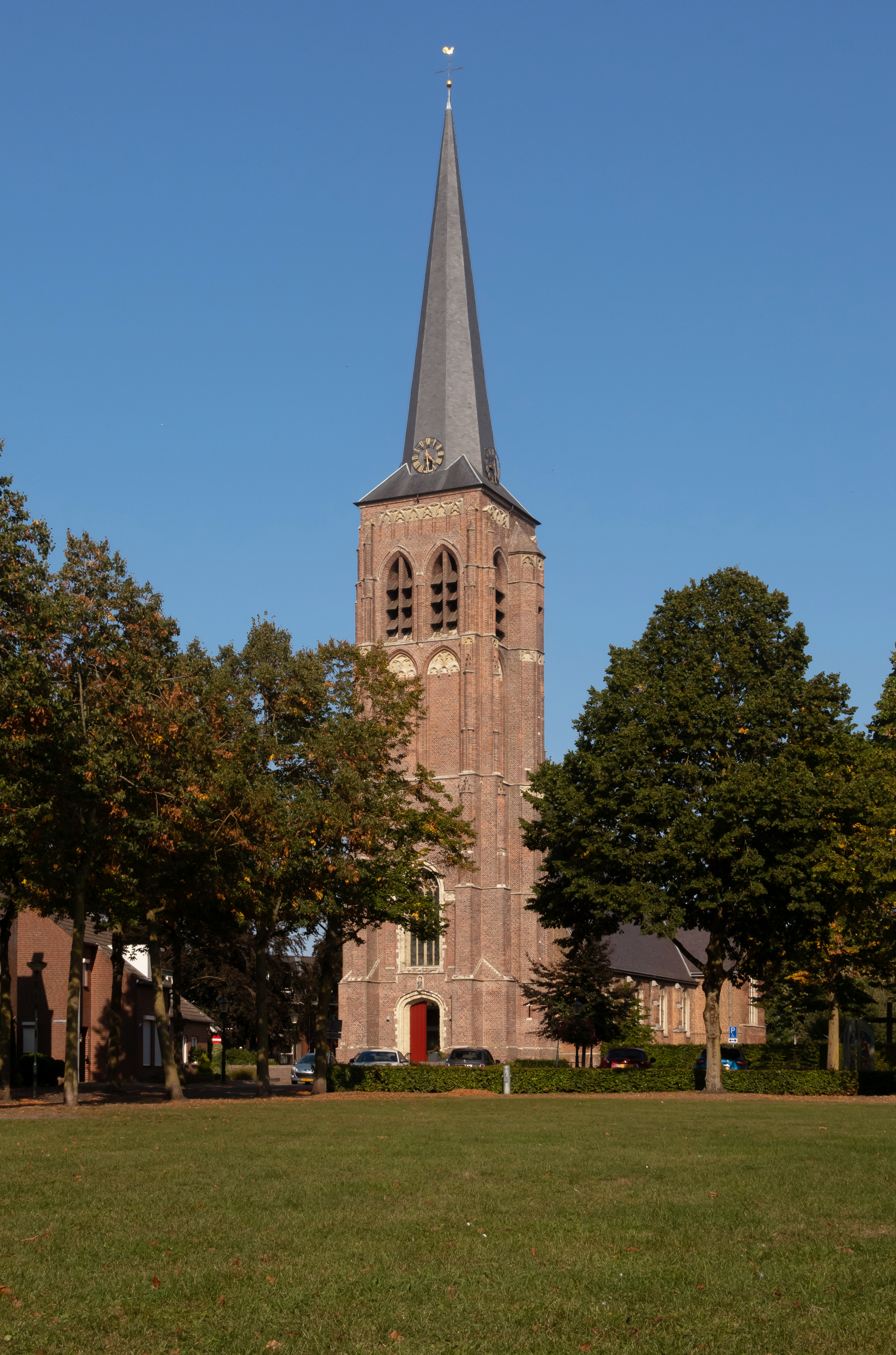
Diessen, de Sint-Willibrorduskerk
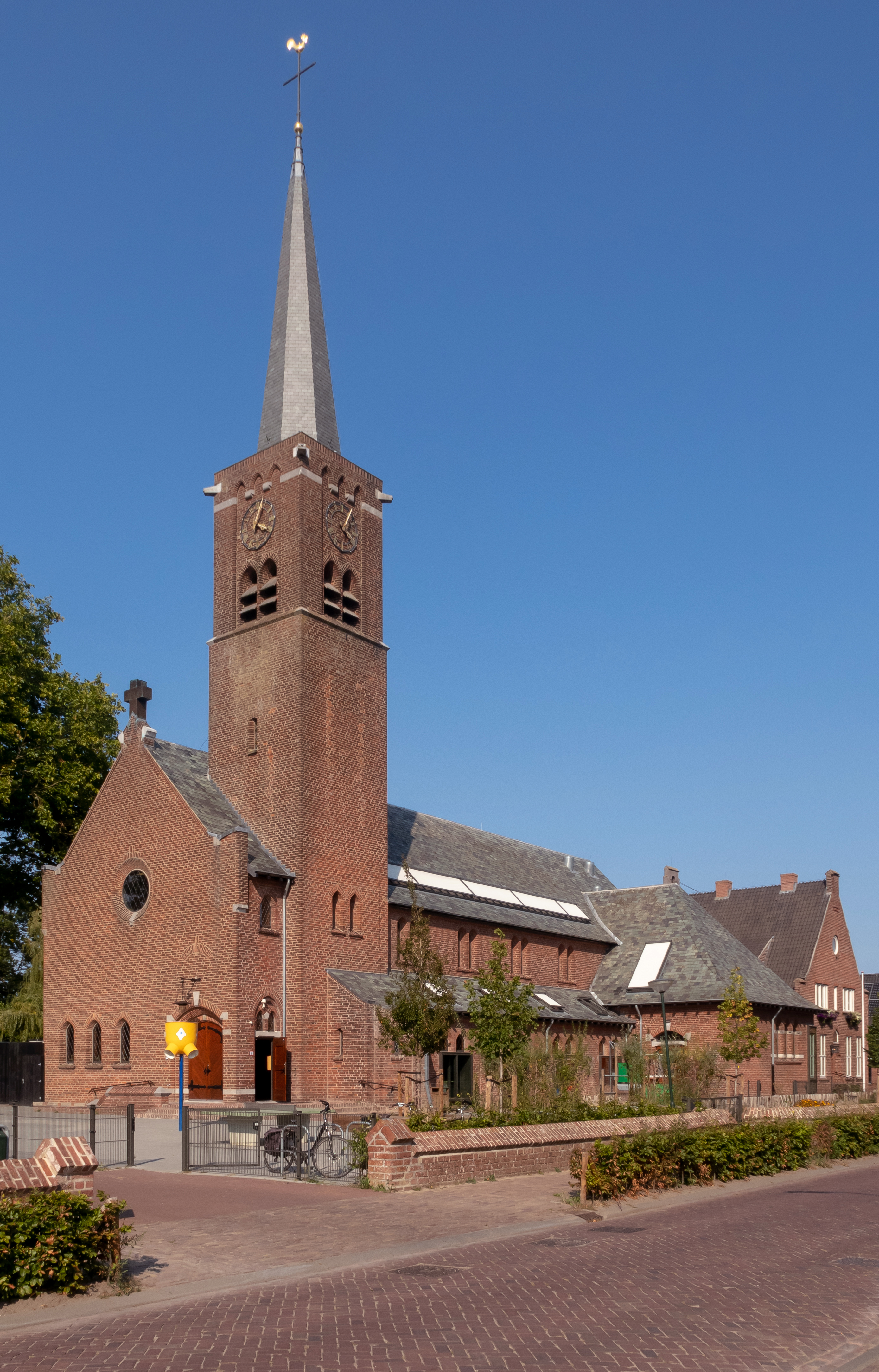
Esbeek, de Sint-Adrianuskerk
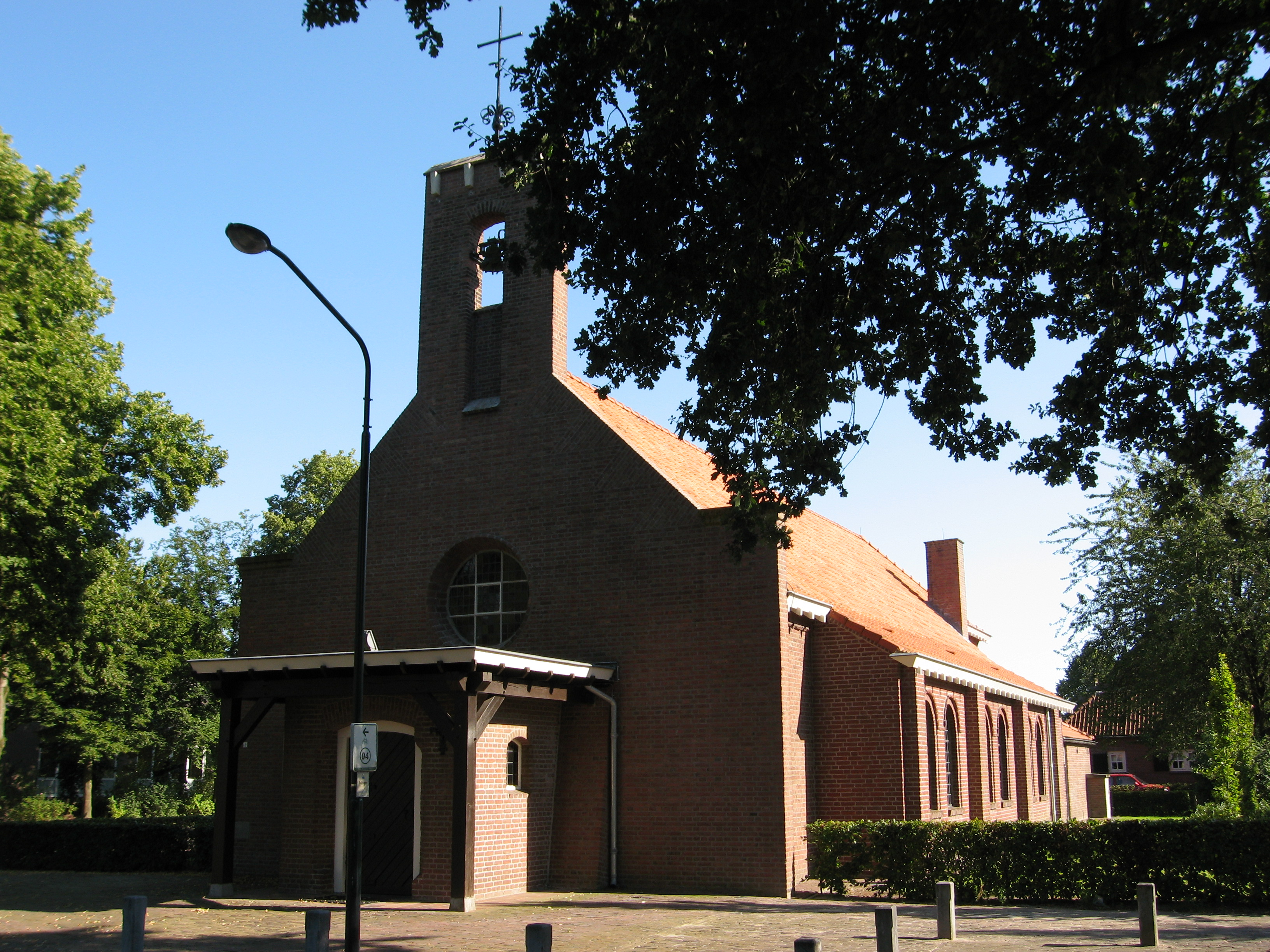
Haghorst, de Sint-Josephkerk

## Gemeenteraad
De gemeenteraad van Hilvarenbeek bestaat uit 17 zetels. Hieronder staat de samenstelling van de gemeenteraad sinds 1998:
| HOI Werkt         | -  | -  | -  | -      | 6*     | 7      | 9      |
| VVD               | 1  | 1  | 2  | 2      | 2      | 3      | 5      |
| CDA               | 3  | 4  | 3  | 2      | 2      | 3      | 3      |
| Gemeenschapslijst | 3  | 4  | 5  | 6      | 7      | 3**    | -      |
| HOI               | -  | -  | -  | 3      | -*     | -      | -      |
| PvdA              | 2  | 2  | 3  | 2      | -*     | -      | -      |
| 6 Kernen Belang   | -  | 4  | 4  | 2      | -      | -      | -      |
| Overige           | 6  | -  | -  | -      | -      | 1**    | -      |
| Totaal            | 15 | 15 | 17 | 17     | 17     | 17     | 17     |
| Opkomst           |    |    |    | 64,47% | 59,74% | 63,30% | 58,74% |

*: Voor de gemeenteraadsverkiezingen 2014 gingen HOI en de PvdA samen als Hoi Werkt
**: De Gemeenschapslijst behaalde 4 zetels, maar het fractielid Bloemsma splitste zich af en vormt sindsdien een eenmansfractie. Eerst onder de voorlopige naam Groep Bloemsma, om vervolgens als naam LEV te hanteren.

### 2018
De gemeenteraadsverkiezing 2018 werd op 21 maart gehouden. Hieronder de statistieken over de gemeenteraadsverkiezing in gemeente Hilvarenbeek.
| Geldige stemmen   | 7.761  |
| Ongeldige stemmen | 20     |
| Blanco stemmen    | 39     |
| % Blanco stemmen  | 0,50%  |
| Kiesgerechtigden  | 12.353 |
| Opkomst           | 7.820  |
| Opkomstpercentage | 63,31% |

| Partij            | Stemmen | Percentage | Zetels |
| ----------------- | ------- | ---------- | ------ |
| HOI Werkt         | 3.035   | 39,11%     | 7      |
| Gemeenschapslijst | 2.003   | 25,81%     | 4*     |
| VVD               | 1.366   | 17,60%     | 3      |
| CDA               | 1.357   | 17,48%     | 3      |

*: De Gemeenschapslijst behaalde 4 zetels, maar het fractielid Bloemsma splitste zich af en vormt sindsdien een eenmansfractie. Eerst onder de voorlopige naam Groep Bloemsma, om vervolgens als naam LEV te hanteren.
Samenstelling van de gemeenteraad na de verkiezingen van 2018
| Burgemeester      | R.F.I. Palmen op 5 feb 2020 opgevolgd door E. Weys                                                                 |
| Griffier          | M. Janus |
| Partij            | Leden |
| HOI Werkt         | A.G.C.M. Boers J.J.M. van der Maas A. Fouchier M.J.H. van de Schoot H.F.L. Elbers K. Hamelink M. Wiercx-Verschuren |
| Gemeenschapslijst | C.J.W.A. van Hoof A.P. Abrahams L. van Weereld                                                                     |
| VVD               | R. Blok T. Holleman W.J.M. Vennix                                                                                  |
| CDA               | C.M. Veraa J.H.M. van de Wouw C. Noordergraaf-Jansen                                                               |
| LEV               | S. Bloemsma-Damen                                                                                                  |

Samenstelling van de gemeenteraad na de verkiezingen van 2022
| Burgemeester | E.(Evert) M.L. Weys |
| Griffier     | Maarten Janus |
| Partij       | Leden |
| HOI Werkt    | Ko Hamelink Gon Boers Jozef van der Maas Andre Fouchier Rian van de Schoot Bart Elbers Frans Tolboom Werner Hermans Jelle van den Corput |
| VVD          | Ronald Blok Chantalle Reijrink-Raijmakers Wil Vennix Joost Leenhouts Lars van Riel                                                       |
| CDA          | Jan van de Wouw Clemens Veraa Cathy Noordergraaf-Jansen                                                                                  |

## Aangrenzende gemeenten

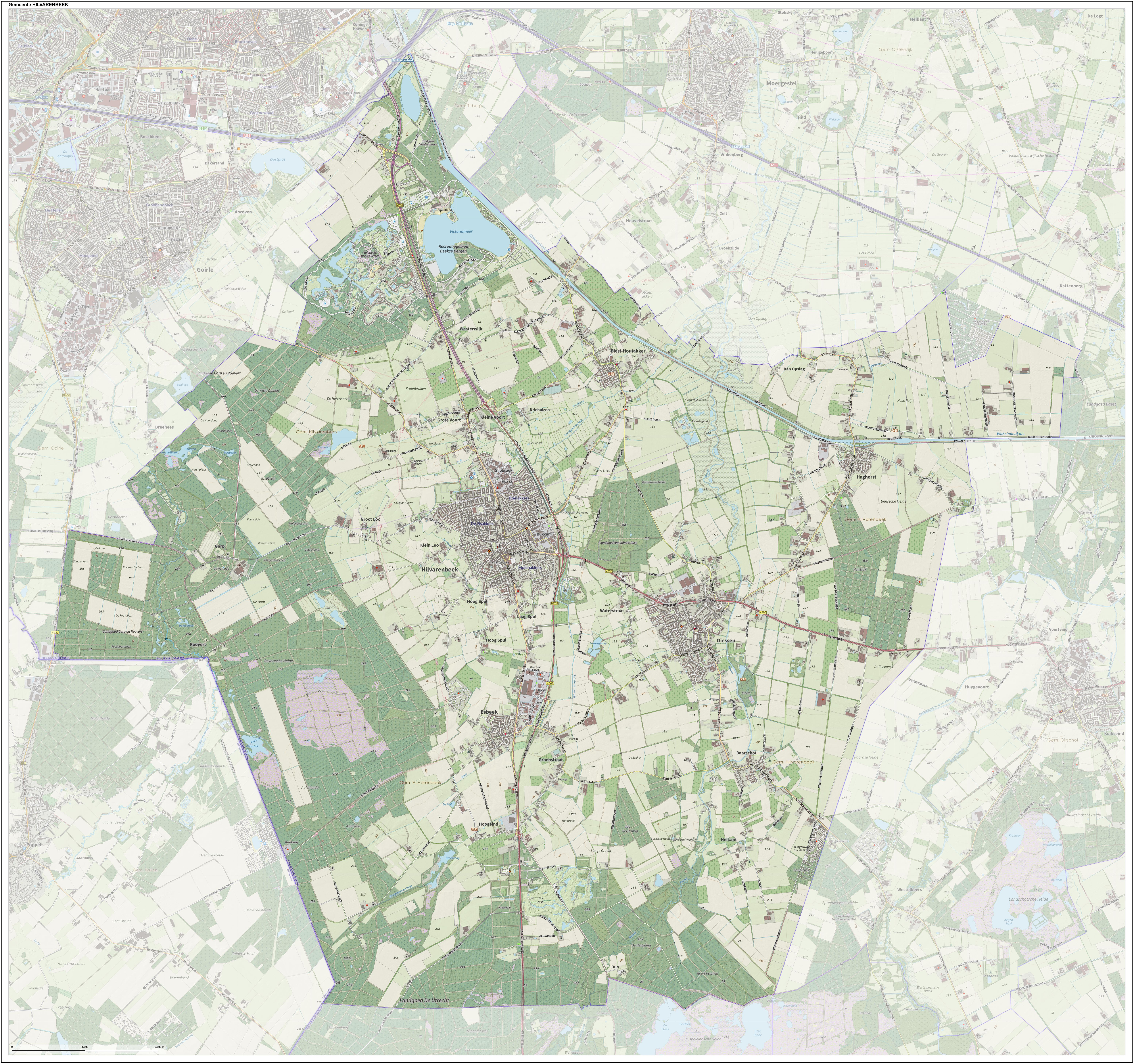
Topografische gemeentekaart van Hilvarenbeek, september 2022

| Aangrenzende gemeenten | Aangrenzende gemeenten | Aangrenzende gemeenten | Aangrenzende gemeenten | Aangrenzende gemeenten |
| ---------------------- | ---------------------- | ---------------------- | ---------------------- | ---------------------- |
| Goirle                 |                        | Tilburg                |                        | Oisterwijk             |
|                        |                        |                        |                        |                        |
|                        | Oirschot               |                        |                        |                        |
|                        |                        |                        |                        |                        |
| Ravels (B)             |                        | Reusel-De Mierden      |                        |                        |

## Monumenten
De gemeente herbergt een aantal rijksmonumenten, gemeentelijke monumenten en oorlogsmonumenten, zie:
- Lijst van rijksmonumenten in Hilvarenbeek (gemeente)
- lijst van gemeentelijke monumenten in Hilvarenbeek
- Lijst van oorlogsmonumenten in Hilvarenbeek

## Kunst in de openbare ruimte
In de gemeente Hilvarenbeek zijn diverse beelden, sculpturen en objecten geplaatst in de openbare ruimte, zie:
- Lijst van beelden in Hilvarenbeek